# Marie von Najmájer

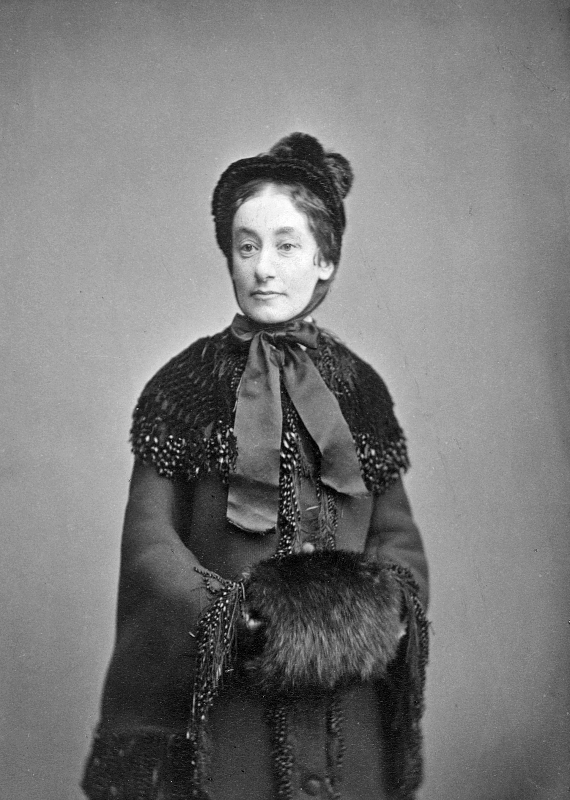
Marie von Najmájer

Marie von Najmájer (* 3. Februar 1844 in Buda, Ungarn; † 25. August 1904 in Aussee, Österreich) war eine österreichische Schriftstellerin.

## Leben
Najmájer war die Tochter des königlichen ungarischen Hofrates Franz von Najmájer mit einer Wienerin. 1852, im Todesjahr des Vaters, zug ihre Mutter nach Wien, wo die Tochter die deutsche Sprache lernte und musikalisch und literarisch gefördert wurde. Franz Grillparzer ermutigte sie zur Herausgabe ihres ersten Werkes Schneeglöckchen, nachdem ihm von einem Freund Gedichte Najmájers vorgelegt worden waren. Ohne selbst in der Frauenbewegung aktiv zu sein, setzte sie sich doch für alleinstehende, geistig schaffende Frauen ein: Sie veranlasste die erste Stipendiumsstiftung für weibliche Studierende der Universität Wien und stiftete auch selbst einen Freiplatz an einem Wiener Mädchengymnasium. Dem Verein der Schriftstellerinnen und Künstlerinnen Wien stiftete sie großzügige Summen.

## Marie von Najmájer und der Babismus bzw. die Bahai-Religion
Marie von Najmájer ließ sich durch das Leben der persischen Dichterin Tahirih oder Qurrat al-ʿAin  (arab. „Trost der Augen“), die als erste Frau die Lehren des Bab annahm und dafür auch ihr Leben gab, zu dem Epos Gurret-ül-Eyn inspirieren. Dieses Werk schildert in Gedichtform den Märtyrertod des Bab und die grausame Ermordung seiner Anhänger und dürfte somit das erste Werk in einer westlichen Sprache sein, welches die dramatischen Ereignisse der Babi- und Bahai-Geschichte in einem literarischen Werk verarbeitet. In dem Epos wird auch die Zusammenkunft einer Gruppe von Babis in Badascht (Bedescht) im Sommer 1848 beschrieben, in der Qurrat al-ʿAin plötzlich unverschleiert vor den versammelten Freunden stand. Hiermit signalisierte sie den Beginn der Emanzipation der Frauen und die Loslösung der Jünger des Bab vom koranischen Gesetz.
Das Leben und das Schicksal Qurrat al-ʿAins übten auch einen bemerkenswerten Einfluss auf die Frauenbewegung in Österreich aus, deren große Wegbereiterin Marianne Hainisch war. Sie verband eine tiefe Freundschaft mit Marie von Najmájer, die sie 1870 in einer Versammlung kennengelernt hatte. Die beiden Freundinnen engagierten sich gemeinsam in Schulprojekte, die Frauen Zugang zur höheren Bildung ermöglichen sollten. So war Marie von Najmájer eine Förderin des „Vereines für erweiterte Frauenbildung in Wien“.

## Werke
- Schneeglöckchen. Gedichte, Wien 1868
- Gedichte. Neue Folge, Wien 1872
- Gurret-ül-Eyn. Ein Bild aus Persiens Neuzeit in 6 Gesängen, Wien 1874
- Gräfin Ebba. Ein Gedicht, Stuttgart 1877
- Eine Schwedenkönigin. Roman, Breslau 1882
- Johannisfeuer. Eine Dichtung, Stuttgart 1888
- Neue Gedichte, Stuttgart 1891
- Der Stern von Navarra. Historischer Roman, Berlin 1900.
- Der Göttin Eigenthum, Wien 1901
- Kaiser Julian. Trauerspiel in 5 Akten, Wien 1904
- Hildegund. Ännchen von Tharau. Der Goldschuh. Dramat. Nachlaß, Wien 1907